# Texas Chainsaw 3D
Texas Chainsaw 3D (bra: O Massacre da Serra Elétrica 3D — A Lenda Continua; prt: Massacre no Texas 3D) é um filme de terror dirigido por John Luessenhop e escrito por Debra Sullivan e Adam Marcus. É o sétimo filme da franquia The Texas Chainsaw Massacre, e é uma retrocontinuidade do filme original de 1974. As filmagens começaram no final de julho de 2011. Texas Chainsaw 3D foi lançado em 4 de janeiro de 2013 nos cinemas estadunidenses, e 17 de maio de 2013 nos cinemas brasileiros.

## Enredo
Texas, 1974. Depois de cometer uma série de atrocidades contra um grupo de jovens, a bizarra família Sawyer é encurralada em sua casa por um grupo de moradores revoltos, dispostos a tudo, inclusive desrespeitando a ordem do xerife para saírem do local. Um massacre acontece e todos os Sawyer que estavam no local são mortos, sobrando apenas um bebê, que é salvo e adotado por um dos homicidas.
Anos depois, longe dali, a jovem Heather (Alexandra Daddario) planeja uma viagem com seu namorado e uns amigos, no entanto, ela é surpreendida com a notícia de que sua avó (de quem nunca ouvira falar) havia morrido e lhe deixado uma herança no Texas. Com apoio dos amigos, Heather parte para o local e descobre que é descendente dos Sawyer e que sua avó lhe deixou não apenas uma bela propriedade e dinheiro, como também um legado de terror e violência, que atende pelo nome Leatherface — um maníaco que fará de tudo para proteger sua família!

## Elenco
O elenco foi informado ao público em 19 de julho de 2011:
- Alexandra Daddario como Heather Miller
- Trey Songz como Ryan
- Tania Raymonde como Nikki
- Kyle Phillips como Tyler
- Keram Malicki-Sanchez como Kenny
- Shaun Sipos como Darryl
- Thom Barry como Sheriff Hooper
- Paul Rae como Burt Hartman
- Scott Eastwood como Carl Hartman
- Bill Moseley como Drayton Sawyer[3]
- Dan Yeager como Leatherface
- Richard Riehle como Farnsworth
- John Dugan como Vovô Sawyer
- Gunnar Hansen fez uma participação no filme. Hansen foi o Leatherface original no filme de 1974
- Marilyn Burns, que foi protagonista do filme original de 1974, também fez uma participação no filme como Verna Carson.

## Produção
Em janeiro de 2007, quando perguntaram ao produtor Bradley Fuller se um terceiro filme continuaria a trama do remake de 2006, The Texas Chainsaw Massacre: The Beginning, ele disse que ele estava em produção, e não havia planos futuros para a Platinum Dunes para continuar a franquia. Em outubro de 2009, a Twisted Pictures conseguiu um acordo com o titulares dos direitos de The Texas Chainsaw Massacre, Bob Kuhn e Kim Henkel, após discussões com a Platinum Dunes. O acordo é para vários filmes. Carl Mazzocone assinou contrato para produzir The Texas Chainsaw Massacre 3D, com Avi Lerner e Mark Burg como produtores executivos. Foi escrito por Debra Sullivan e Adam Marcus, com esboços de Kirsten Elms e do diretor John Luessenhop.
Em novembro de 2010, relatou-se que a trama seguiria os eventos do filme de 1974. Fontes relataram em junho de 2011 que o filme envolveria uma mulher chamada Heather, que ela e seus amigos Nikki, Tyler, Kenny, Darryl, e seu namorado Ryan, viajariam ao Texas poe uma herança, a casa de sua avó, e essa herança também incluiria uma relíquia familiar viva, Leatherface, que ainda reside no porão sombrio.
O filme entrou em pré-produção em junho de 2011. As fotografias principais começaram no final de julho de 2011, no Millennium Studios, em Shreveport, Louisiana. A filmagem da festa na piscina ocorreu em 01 de agosto. No final de agosto, a produção mudou-se para Mansfield.
The Texas Chainsaw Massacre 3D foi lançado em 04 de janeiro de 2013. A Lions Gate Entertainment tem os direitos de distribuição de imagens do filme, e lida com as vendas internacionais, começando no Festival de Cinema de Cannes. O título primeiramente seria «Leatherface 3D», mas logo mudou para «The Texas Chainsaw Massacre 3D», e depois para somente «Texas Chainsaw 3D». O trailer oficial foi lançado em 13 de setembro de 2012.

## Recepção

### Crítica
Texas Chainsaw 3D recebeu críticas positivas do site Reel Film, com uma média de 3/4, foi dito que o 3D foi algo desnecessário, e que o ponto alto da trama foram as perseguições frenéticas que levaram a um desfecho completamente imprevisível que conseguiu fugir dos clichês. Texas Chainsaw 3D também recebeu críticas mistas e negativas, atingindo 19% de aprovação no Rotten Tomatoes. O diretor do filme original, Tobe Hooper, disse que o filme é "incrível, tão aterrorizante quanto o original".

### Bilheteria
Texas Chainsaw 3D estreou em primeiro lugar nos cinemas estadunidenses, arrecadando US$ 23 milhões em seu fim de semana de estreia, desbancando O Hobbit: Uma Jornada Inesperada.

## Continuação
Apesar do faturamento ter ficado atrás de outros títulos da franquia, o valor motivou a Lions Gate Entertainment a desenvolver uma possível continuação. Ainda nada oficializado, mas o estúdio tem contrato com os produtores para fazer até sete novos filmes.